# Cúp quốc gia Scotland 1998–99
1998–99 Cúp quốc gia Scotland là mùa giải thứ 114 của giải đấu bóng đá loại trực tiếp uy tín nhất Scotland, vì lý do tài trợ nên có tên gọi là Cúp quốc gia Scotland Tennent. Chức vô địch thuộc về Rangers khi đánh bại Celtic trong trận Chung kết.

## Vòng Một
| Đội nhà           | Tỉ số | Đội khách           |
| ----------------- | ----- | ------------------- |
| Arbroath (3)      | 1 – 2 | Partick Thistle (3) |
| Dumbarton (4)     | 1 – 1 | Livingston (3)      |
| Queen’s Park (4)  | 2 – 0 | Berwick Rangers (4) |
| Stenhousemuir (4) | 1 – 1 | Alloa Athletic (3)  |

### Đấu lại
| Đội nhà            | Tỉ số | Đội khách         |
| ------------------ | ----- | ----------------- |
| Alloa Athletic (3) | 0 – 2 | Stenhousemuir (4) |
| Livingston (3)     | 3 – 0 | Dumbarton (4)     |

## Vòng Hai
| Đội nhà                       | Tỉ số | Đội khách              |
| ----------------------------- | ----- | ---------------------- |
| Queen’s Park (4)              | 1 – 1 | Clachnacuddin (HL)     |
| Queen of the South (3)        | 1 – 3 | Ross County (4)        |
| Civil Service Strollers (ESL) | 0 – 3 | Albion Rovers (4)      |
| Dalbeattie Star (SSL)         | 1 – 2 | East Stirlingshire (4) |
| Forfar Athletic (3)           | 2 – 2 | East Fife (3)          |
| Huntly (HL)                   | 3 – 0 | Peterhead (HL)         |
| Inverness CT (3)              | 1 – 2 | Livingston (3)         |
| Keith (HL)                    | 0 – 0 | Brechin City (4)       |
| Montrose (4)                  | 0 – 0 | Stirling Albion (3)    |
| Partick Thistle (3)           | 5 – 2 | Cowdenbeath (4)        |
| Spartans (ESL)                | 1 – 1 | Clyde (3)              |
| Whitehill Welfare (ESL)       | 1 – 1 | Stenhousemuir (4)      |

### Đấu lại
| Đội nhà             | Tỉ số | Đội khách               |
| ------------------- | ----- | ----------------------- |
| Clachnacuddin (HL)  | 2 – 3 | Queen’s Park (4)        |
| Stirling Albion (3) | 2 – 1 | Montrose (4)            |
| Brechin City (4)    | 3 – 1 | Keith (HL)              |
| East Fife (3)       | 0 – 1 | Forfar Athletic (3)     |
| Stenhousemuir (4)   | 2 – 0 | Whitehill Welfare (ESL) |
| Clyde (3)           | 5 – 0 | Spartans (ESL)          |

## Vòng Ba
| Đội nhà         | Tỉ số | Đội khách            |
| --------------- | ----- | -------------------- |
| Clydebank       | 1 – 1 | Ross County          |
| Queen’s Park    | 0 – 0 | Dundee United        |
| Motherwell      | 3 – 1 | Hearts               |
| Aberdeen        | 0 – 1 | Livingston           |
| Ayr United      | 3 – 0 | Kilmarnock           |
| Brechin City    | 1 – 1 | Albion Rovers        |
| Celtic          | 3 – 1 | Airdrieonians        |
| Falkirk         | 3 – 0 | Huntly               |
| Hibernian       | 1 – 1 | Stirling Albion      |
| Greenock Morton | 2 – 1 | Dundee               |
| Partick Thistle | 1 – 2 | Dunfermline Athletic |
| Raith Rovers    | 0 – 4 | Clyde                |
| Rangers         | 2 – 0 | Stenhousemuir        |
| St Johnstone    | 1 – 0 | Forfar Athletic      |
| St Mirren       | 1 – 1 | Hamilton Academical  |
| Stranraer       | 1 – 0 | East Stirlingshire   |

### Đấu lại
| Đội nhà             | Tỉ số | Đội khách    |
| ------------------- | ----- | ------------ |
| Ross County         | 2 – 3 | Clydebank    |
| Dundee United       | 1 – 0 | Queen’s Park |
| Albion Rovers       | 3 – 1 | Brechin City |
| Hamilton Academical | 1 – 0 | St Mirren    |
| Stirling Albion     | 2 – 1 | Hibernian    |

## Vòng Bốn
| Đội nhà             | Tỉ số | Đội khách            |
| ------------------- | ----- | -------------------- |
| Clydebank           | 2 – 2 | Dundee United        |
| Hamilton Academical | 0 – 6 | Rangers              |
| Ayr United          | 1 – 0 | Albion Rovers        |
| Celtic              | 4 – 0 | Dunfermline Athletic |
| Livingston          | 1 – 3 | St Johnstone         |
| Greenock Morton     | 6 – 1 | Clyde                |
| Motherwell          | 2 – 0 | Stirling Albion      |
| Stranraer           | 1 – 2 | Falkirk              |

### Đấu lại
| Đội nhà       | Tỉ số | Đội khách |
| ------------- | ----- | --------- |
| Dundee United | 3 – 0 | Clydebank |

## Tứ kết
| Đội nhà         | Tỉ số | Đội khách     |
| --------------- | ----- | ------------- |
| Ayr United      | 0 – 0 | Dundee United |
| Greenock Morton | 0 – 3 | Celtic        |
| Rangers         | 2 – 1 | Falkirk       |
| Motherwell      | 0 – 2 | St Johnstone  |

### Đấu lại
| Đội nhà       | Tỉ số | Đội khách  |
| ------------- | ----- | ---------- |
| Dundee United | 2 – 1 | Ayr United |

## Bán kết
| Celtic                   | 2 – 0 | Dundee United |
| ------------------------ | ----- | ------------- |
| Blinker 30' · Viduka 39' |       |               |

| St Johnstone | 0 – 4 | Rangers                                                        |
| ------------ | ----- | -------------------------------------------------------------- |
|              |       | Wallace 15' · Van Bronckhorst 33' · Johansson 62' · McCann 70' |

## Chung kết
| Rangers     | 1 – 0 | Celtic |
| ----------- | ----- | ------ |
| Wallace 48' |       |        |

Bản mẫu:Bóng đá Scotland 1998–99
Bản mẫu:Bóng đá châu Âu (UEFA) 1998–99